# Brûlé (Alberta)
Brûlé est un hameau situé dans le Comté de Yellowhead, dans la province de l'Alberta au Canada.
Brûlé est un ancien poste de traite fondé au XIXe siècle par les trappeurs Canadiens-français travaillant pour la Compagnie du Nord-Ouest puis pour la Compagnie de la Baie d'Hudson. Ce hameau borde la rive du lac Brûlé.
Le hameau est aujourd'hui une des portes d'entrée du parc national de Jasper.